# آندراش بودنار
آندراش بودنار (مجاری: Bodnár András؛ زادهٔ ۹ آوریل ۱۹۴۲) بازیکن واترپلو اهل مجارستان بود.
وی در مسابقات کشوری و بین‌المللی در مجموع برندهٔ ۱ مدال طلا، ۱ مدال نقره، ۲ مدال برنز شده‌است.